# گردشگری در شلسویگ-هولشتاین
گردشگری یک عامل اقتصادی مهم برای شلسویگ-هولشتاین، شمالی‌ترین ایالت آلمان است.

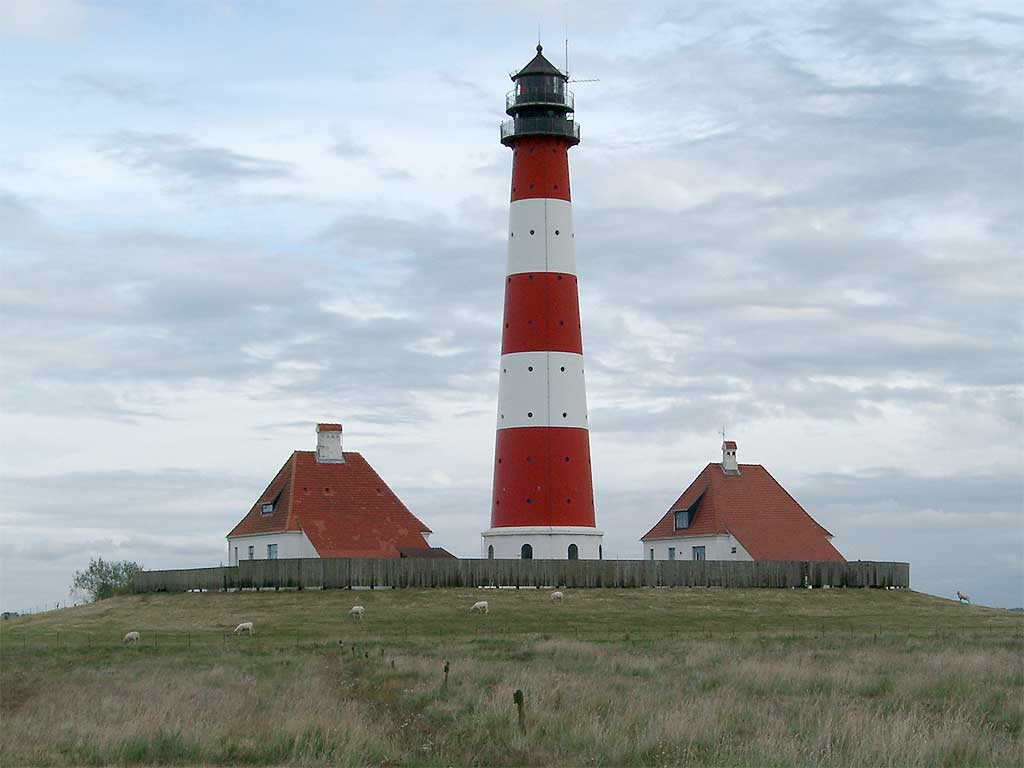
فانوس دریایی وشترهفر

به لطف قرارگیری سواحل دریای شمال در غرب شلسویگ-هولشتاین و سواحل دریای بالتیک در شرق آن، این ایالت دارای امکانات بسیار متنوع تفریحی و گردشگری همچون ورزش‌های آبی است.
این ایالت به خاطر موقعیت جغرافیایی خود که در نزدیکی اسکاندیناوی قرار گرفته، محل ترانزیت زمینی گردشگران از سراسر اروپا به سمت منطقه نوردیک می باشد.